# فيجس (شركة)
فيجس هي شركة أمريكية لبيع الملابس الطبية بالتجزئة عبر الإنترنت ومقرها في لوس أنجلوس، كاليفورنيا. تبيع الشركة في المقام الأول الثوب الجراحي في مجموعة متنوعة من الألوان والأنماط. تأسست الشركة في عام 2013 من قبل هيذر هاسون وترينا سبير اللذان يعملان كرئيسين تنفيذيين مشاركين.

## التاريخ
تأسست فيجس على يد هيذر هسون وترينا سبير في لوس أنجلوس، كاليفورنيا في عام 2013.  فكرة الشركة جائت بعد مساعدة أحد الأصدقاء «في العثور على ملابس عمل أكثر إمتاعًا». عمل سبير في وول ستريت في ذلك الوقت وساعد هيذر في تطوير فكرة العمل. بدأ الاثنان ببيع الثوب الجراحي خارج ساحة انتظار المستشفيات، والحصول على تعليقات من الموظفين.
تمتلك الشركة مكتب في منطقة لوس أنجلوس. في ديسمبر 2015، تم اختيار الشركة للانضمام إلى شبكة إنديفور، وهي عبارة عن برنامج إرشادي ومسرع بدء التشغيل.  اعتبارًا من عام 2018، جمعت الشركة ما مجموعه 75 مليون دولار من التمويل.  تم الاعتراف بالشركة كواحدة من أسرع الشركات نموًا في الولايات المتحدة. في عام 2018،  مع نمو الشركة لمدة ثلاث سنوات بنسبة 9,948٪.   تم إطلاق حملة «ما قبل الاكتتاب الثانوية» في عام 2020 لاكتتاب عام محتمل في 2021 أو إدراج مباشر.